# Gojko Ajduković
Gojko Ajduković (Mutilić, kod Udbine, 14. kolovoza 1929. – Beograd, 3. listopada 2006.), osobni liječnik predsjednika SFRJ Josipa Broza Tita od 1974 - 1980. 

## Životopis
Ajduković se rodio u srpskoj obitelji u selu Mutilić kod Udbine kao peto dijete oca Petra i majke Boje Stanić. Prema predanju Ajdukovići potiču od davnina iz Like kao jedna od prvih srpskih obitelji koje su nastanjene na područje Krbavskog polja.

## Školovanje
Osnovnu školu završio je na Udbini, a Gimnaziju u Gospiću. Kao pitomac Jugoslavenske narodne armije studirao medicinu na Zagrebačkom Medicinskom fakultetu i diplomirao 1964. Doktorirao je hematologiju i onkologiju 1971.godine. na Zagrebačkom Medicinskom fakultetu.

## Zaposlenje
Po završetku studija Ajduković dobiva prvo vojno angažiranje u Vojarni u Jastrebarskom u Granizonskoj ambulanti 1964. godine.
Prekomandu za Vojnu bolnicu u Zagrebu na Šalati dobiva 1970. gdje boravi do 1974. kada dobiva prekomandu u pratnju Predsjednika republike Josipa Broza Tita do 1980. Po završetku službe kod Tita vraća se u Vojnu bolnicu Zagreb na mjesto načelnika Internog odjela, a po završetku nove Vojne bolnice Zagreb postavljen je za Načelnika Vojne bolnice Zagreb gdje boravi do 1991. godine i povlačenja JNA iz Zagreba, tada dobiva prekomandu na VMA gdje je postavljen za Načelnika Hematologije i odatle 1992. godine odlazi u mirovinu.